# 布拉格经济大学
布拉格经济大学（捷克语：Vysoká škola ekonomická v Praze, 缩写为VŠE），捷克布拉格市的一所公立大学。它是捷克在经济学、商务、信息学领域中最大规模的高等院校。现有2万余名学生。